# Laja Lisa
Pour les articles homonymes, voir Laja et Lisa.
Laja Lisa est la capitale de la paroisse civile d'Ucata dans la municipalité d'Atabapo dans l'État d'Amazonas au Venezuela sur l'Orénoque qui fait ici frontière avec la Colombie.